# Herz-Jesu-Kapelle (Pütt)
Koordinaten: 51° 1′ 28″ N, 6° 3′ 52″ O
Die Herz-Jesu Kapelle befindet sich im Ortsteil Waldenrath-Pütt der Stadt Heinsberg in Nordrhein-Westfalen.

## Lage
Die Kapelle steht in Pütt in der Ortsmitte. 

## Geschichte
Die erste Kapelle wurde im 18. Jahrhundert von den Anwohnern zum gemeinsamen Gebet des Rosenkranzes an Sonntagen, zur Taufe und zum Totengedenken gebaut. Im Kriegsjahr 1945 wurde sie völlig zerstört. Im Jahr 1951 wurde sie aus Eigenmitteln wieder aufgebaut und 1951 benediziert. Zum 50-jährigen Jubiläum im Jahr 2001 wurde eine umfangreiche Restaurierung der Kapelle durchgeführt. Insgesamt wurden 657 Arbeitsstunden von den Mitgliedern der Kapellengemeinschaft erbracht.

## Architektur
Die Kapelle ist ein kleiner Backsteinbau in zwei Fensterachsen mit einer kleinen Apsis. Die Kapelle wird von einem Satteldach bedeckt. Darauf steht ein vierseitig, beschieferter Dachreiter über dem Giebel. Der wird von einem Kapellenkreuz und einem Wetterhahn bekrönt. Im Inneren der Kapelle ist der Fußboden aus Natursteinplatten. Wände und Decke sind verputzt und mit Bordüren und einem Spezialanstrich versehen.

## Ausstattung
- Eine Gedenktafel erinnert an die Verstorbenen des Zweiten Weltkrieges.
- Im Dachreiter befindet sich eine Glocke aus der Erbauerzeit.
- Die Kapelle besitzt eine Buntverglasung aus verschiedenfarbigen Glasscheiben.
- In der Kapelle stehen ein Altar aus Eiche, ein Kruzifix, einige Heiligenfiguren und die übliche Kapelleneinrichtung.

## Galerie

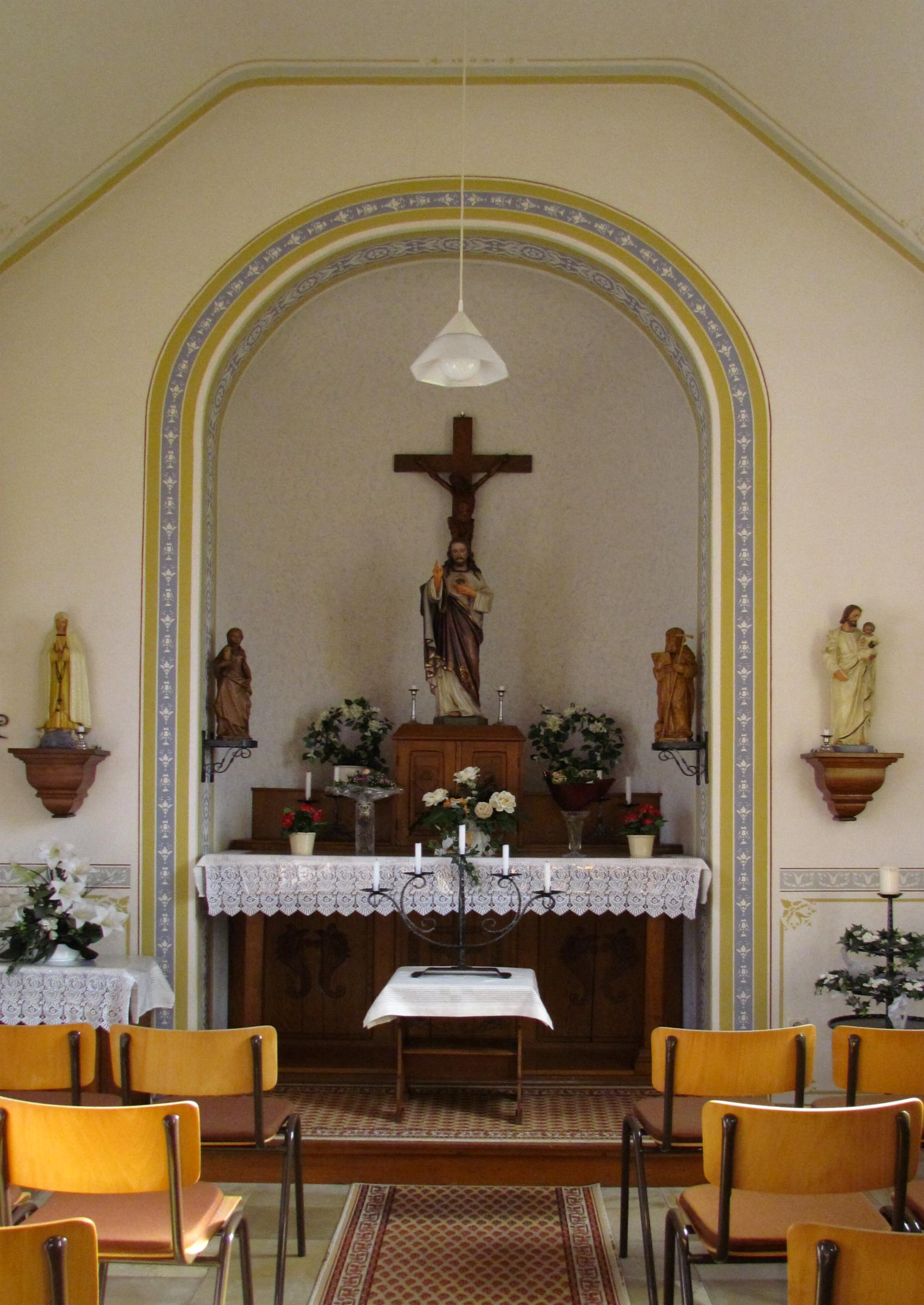
Altarraum
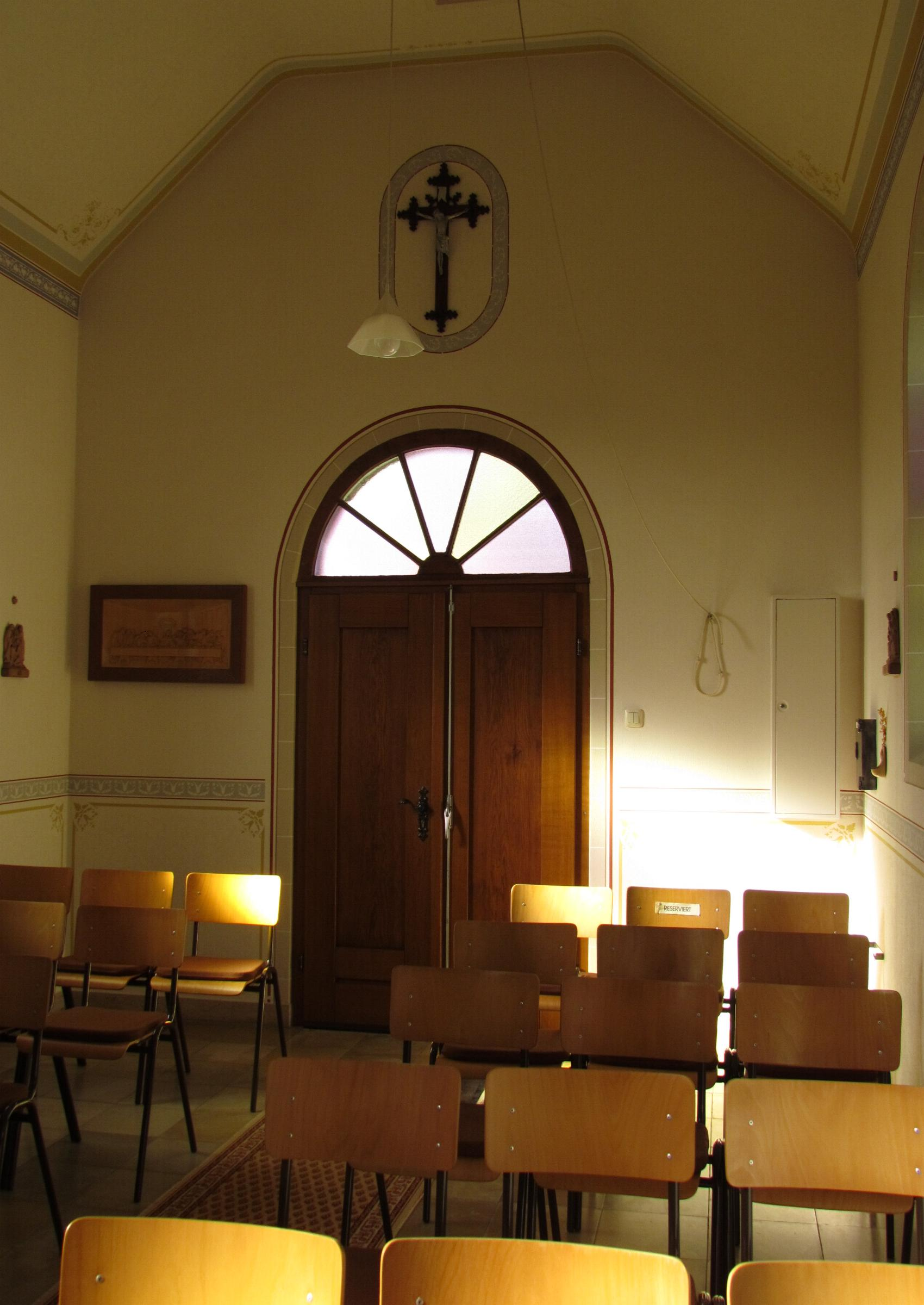
Rückwand
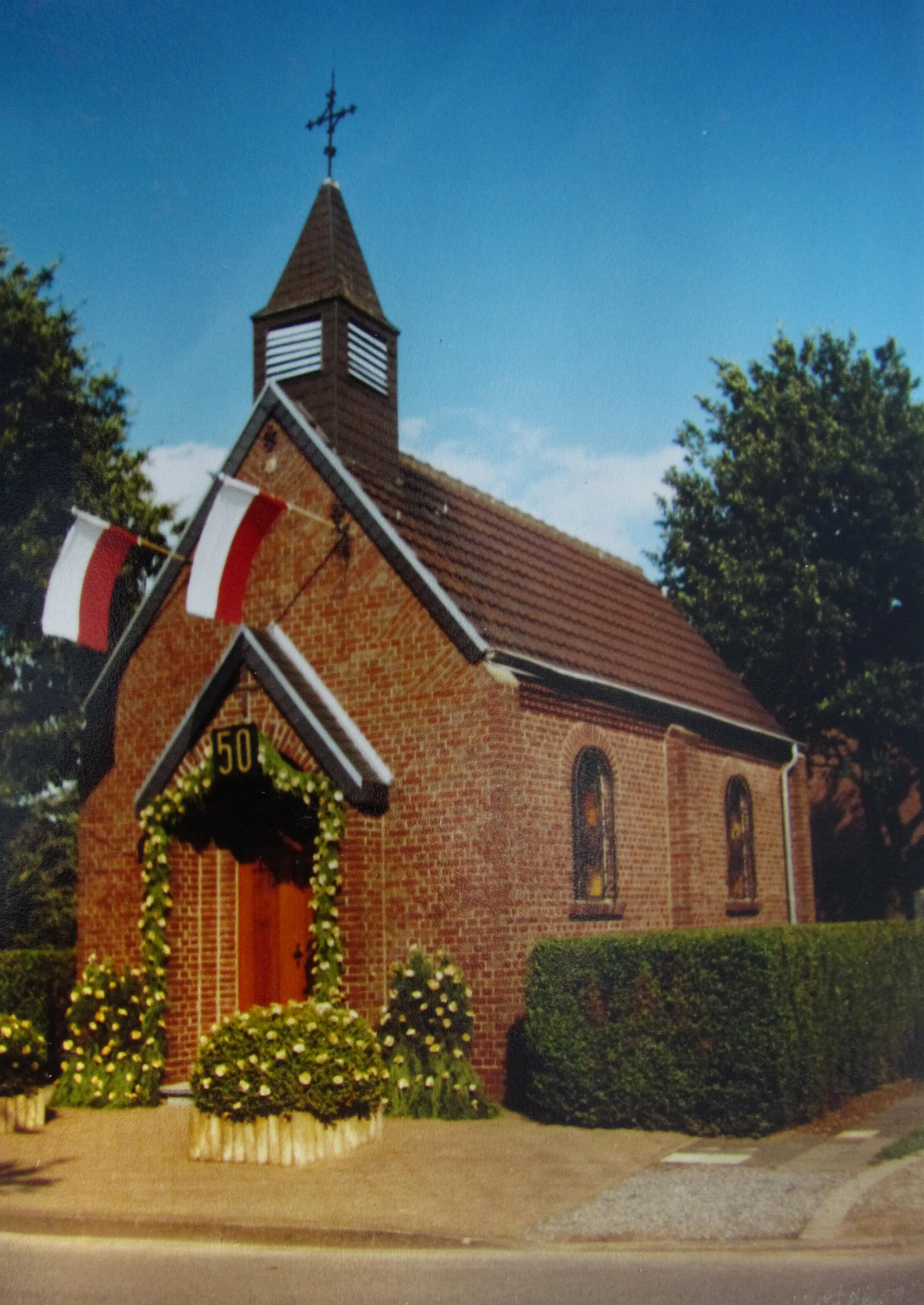
Jubiläum 2001
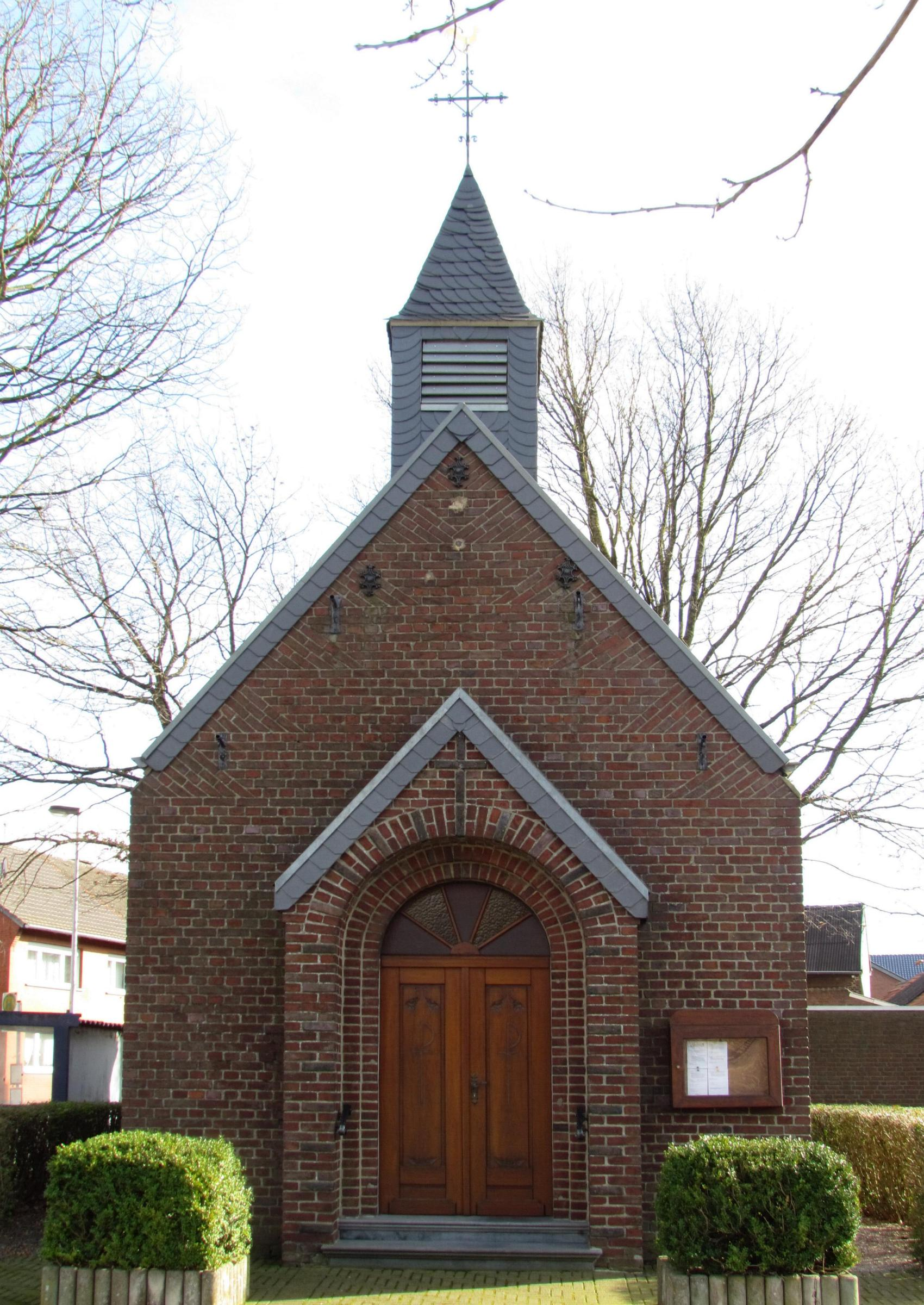
Giebelseite
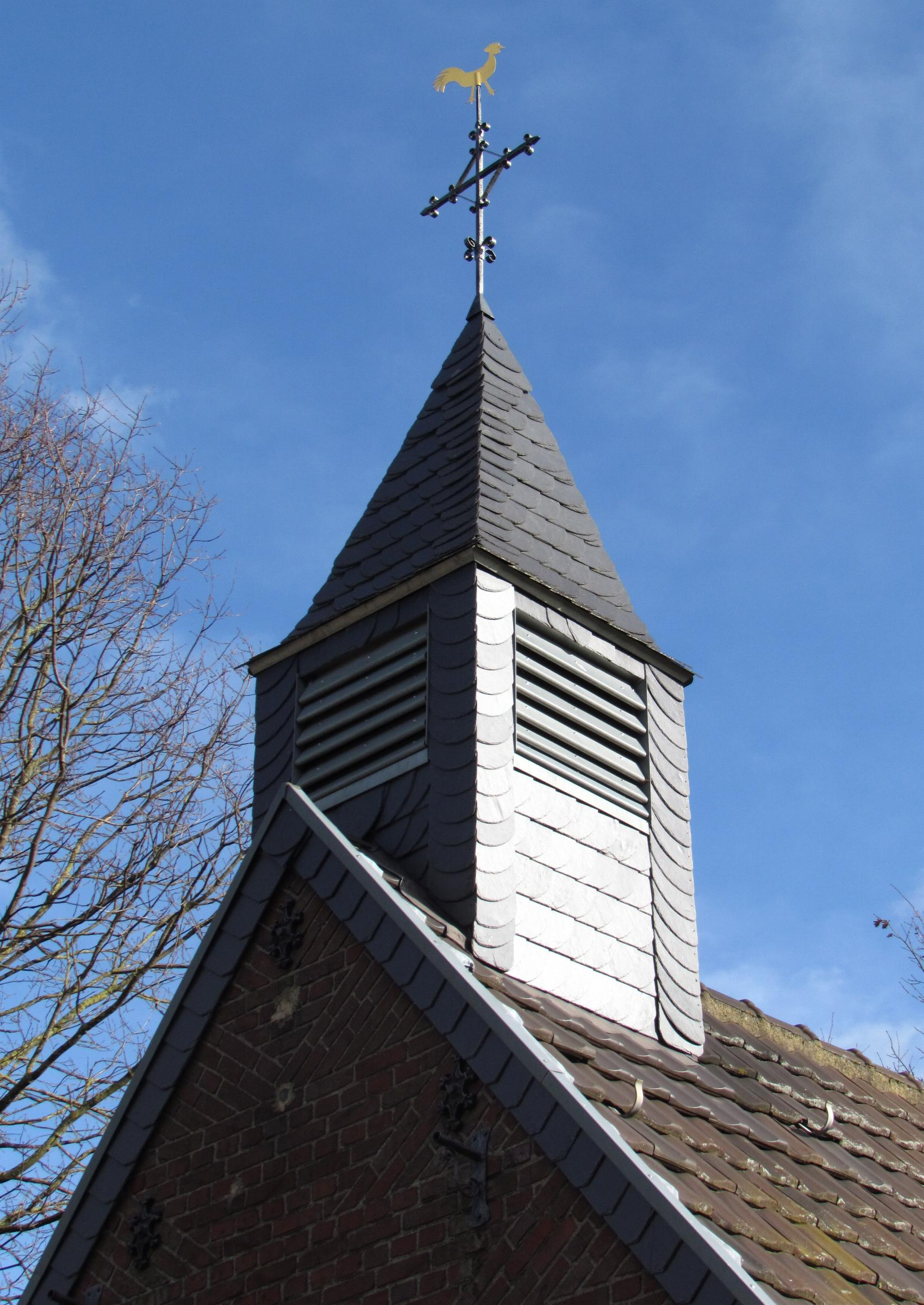
Dachreiter
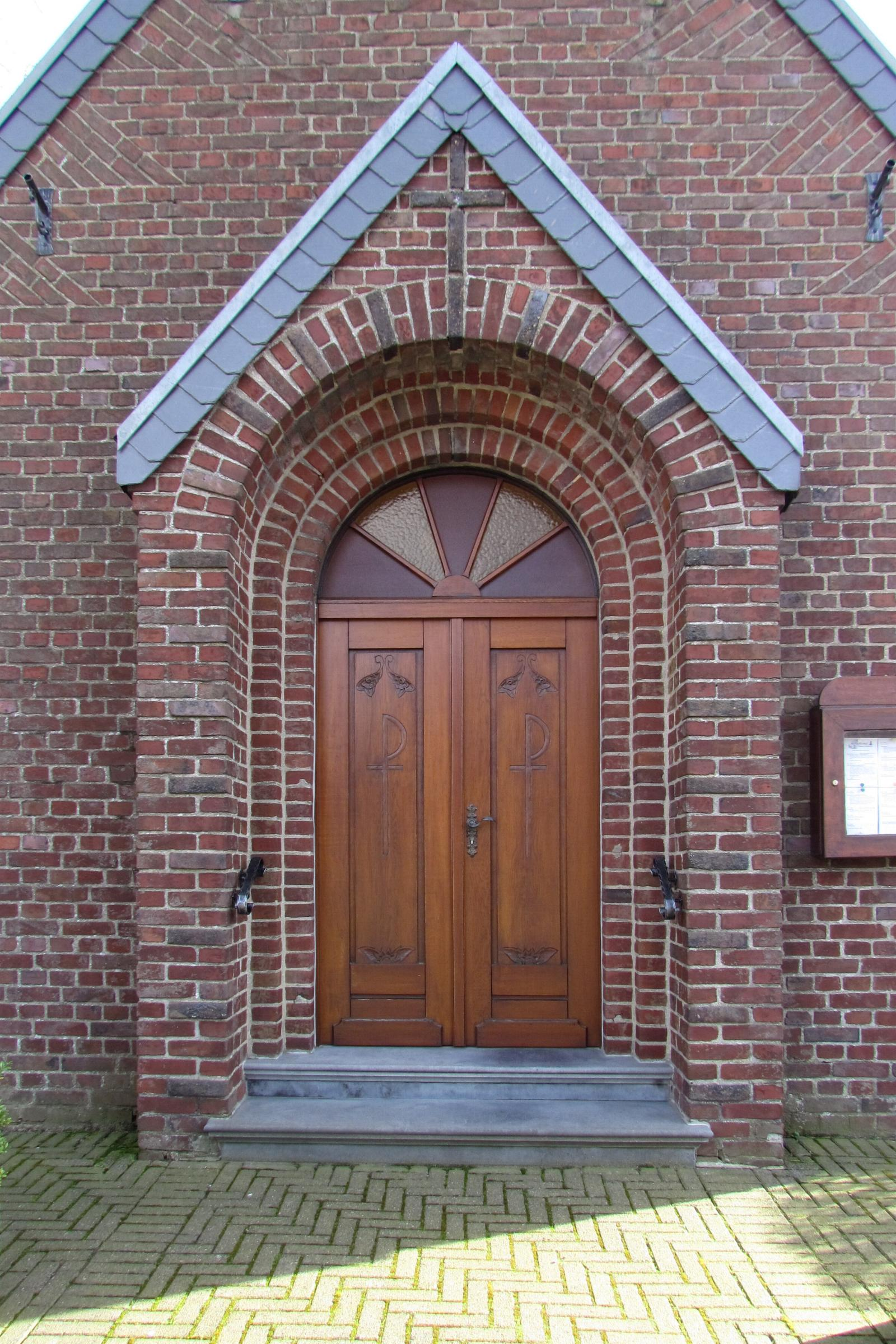
Kapelleneingang
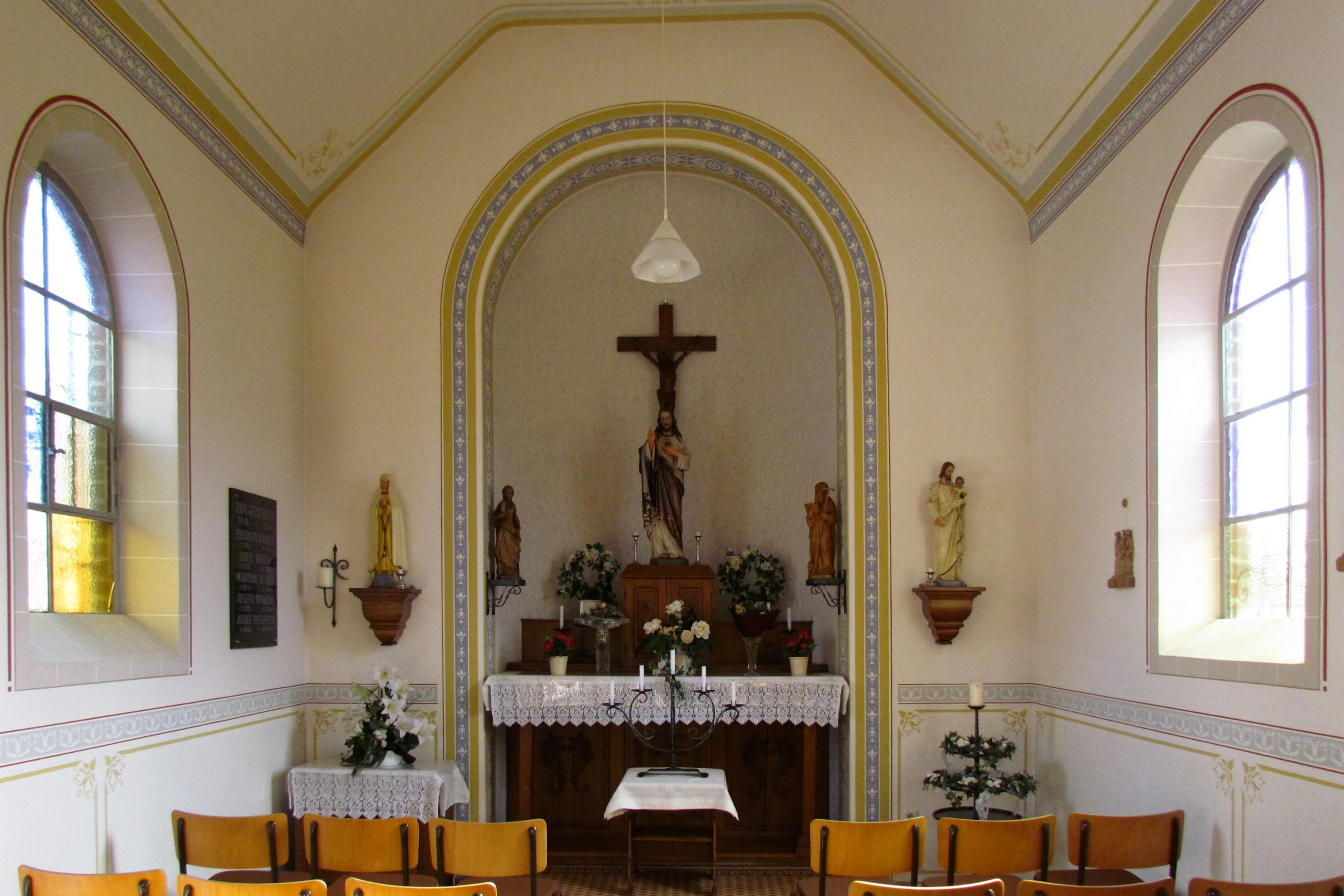
Innenansicht
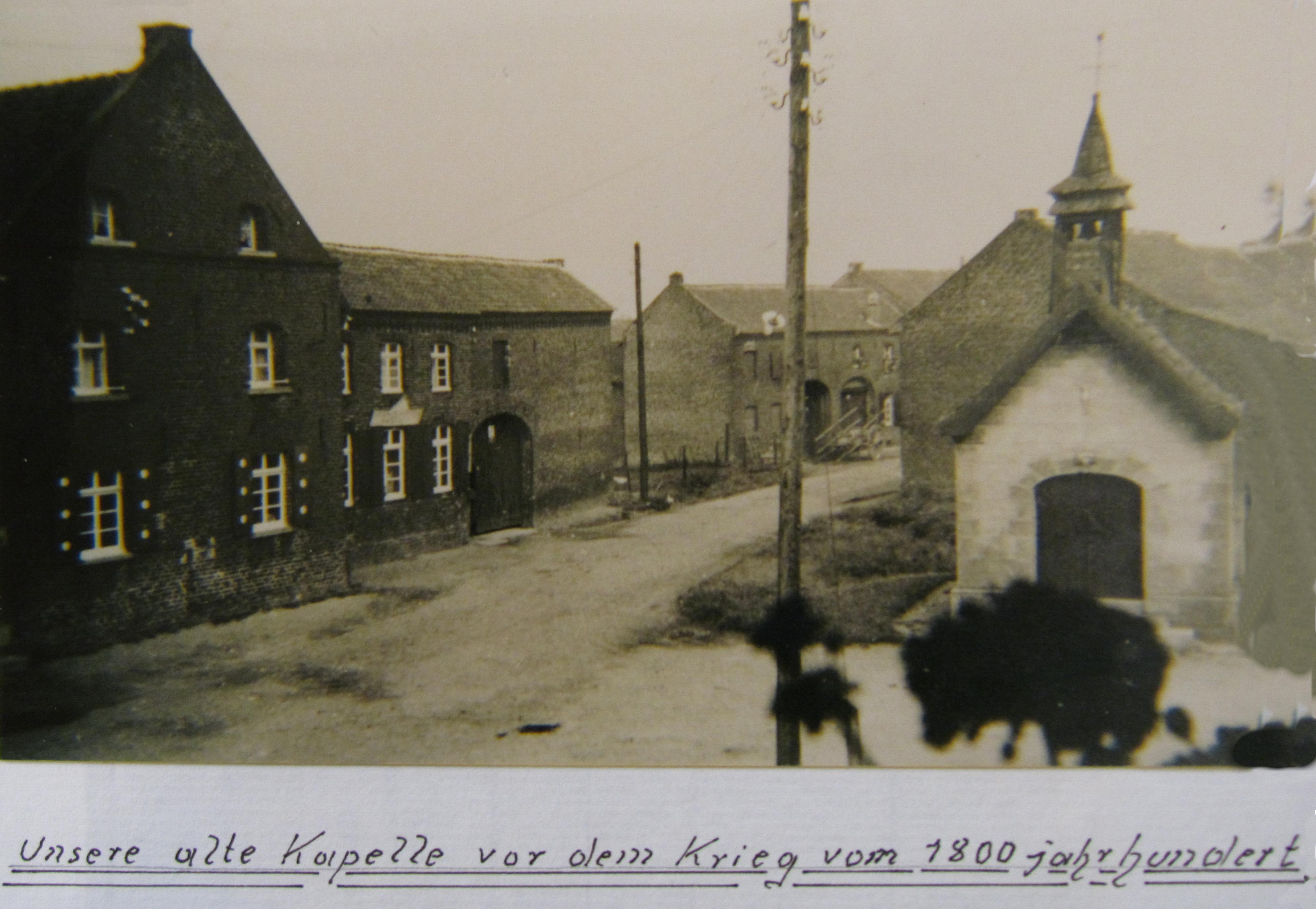
Alte Kapelle
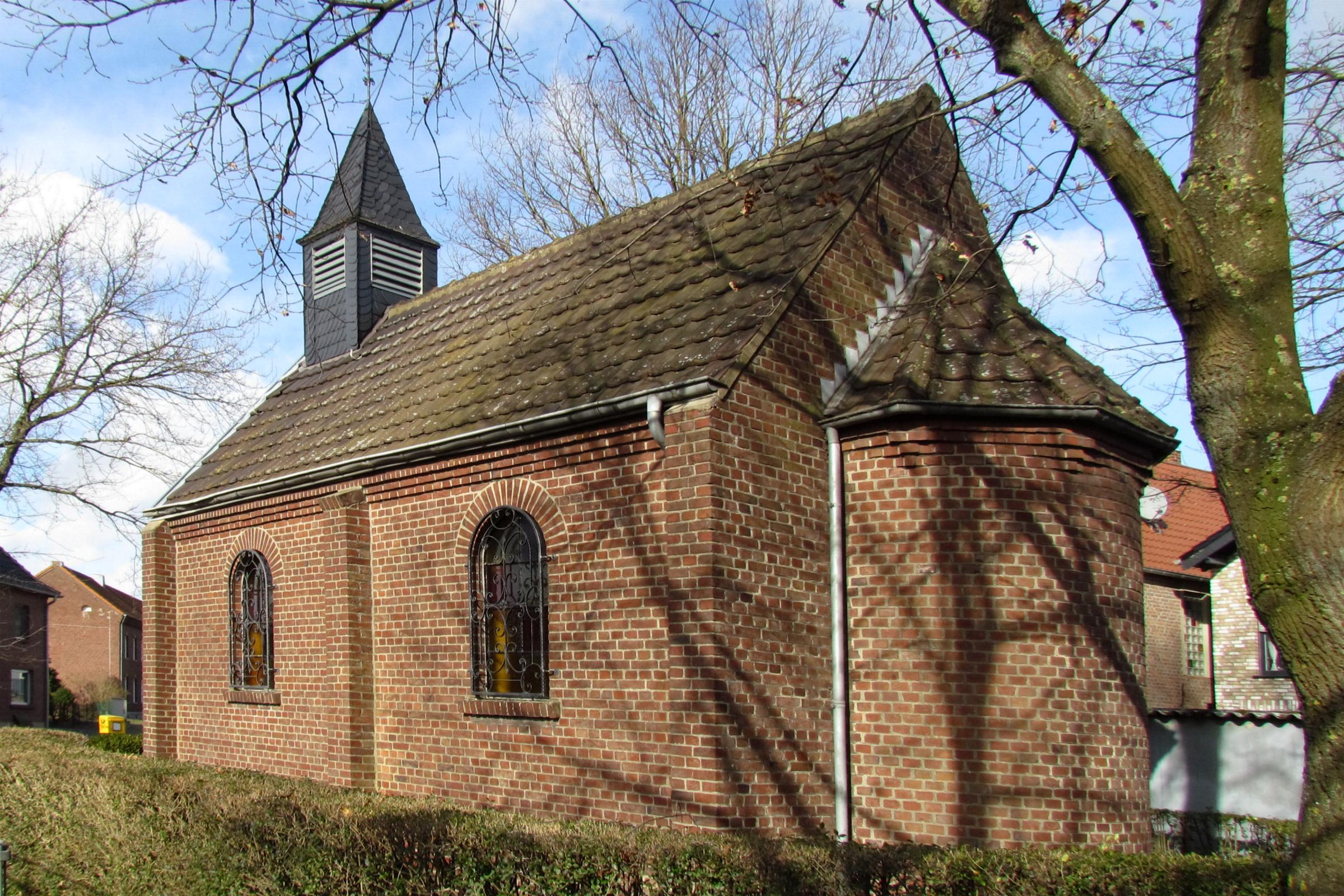
Seitenansicht mit Apsis